# Augusto Belvedere
Augusto Belvedere (Vila Nova de Famalicão, 1801-Braga, 1888), seudónimo de José Vicente Sales, fue un pintor, dibujante, fotógrafo y litógrafo portugués del siglo XIX.

## Biografía

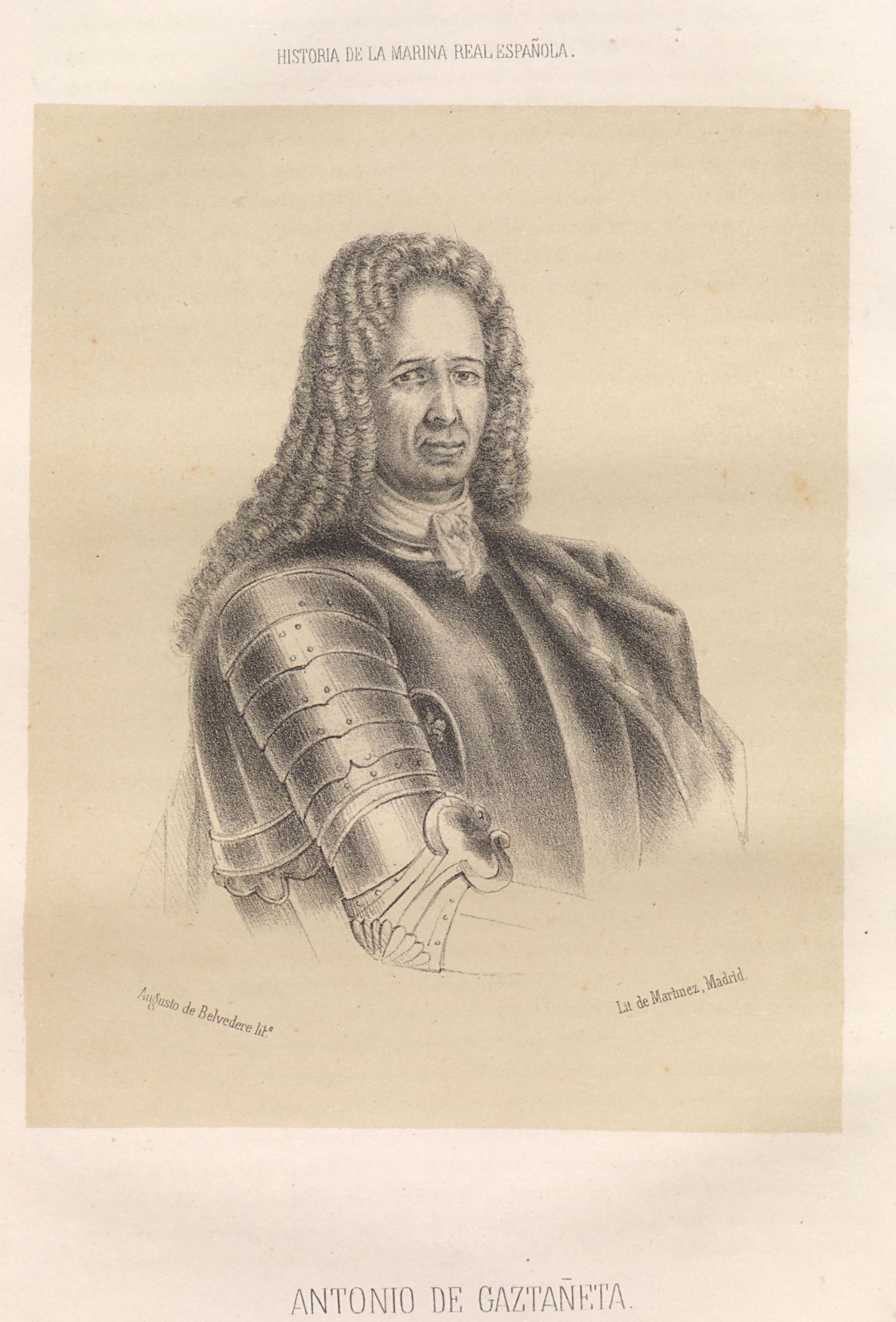
Retrato litográfico de Antonio de Gaztañeta firmado por «Augusto de Belvedere» y publicado en Historia de la marina real española

Habría nacido en 1801 en la localidad portuguesa de Vila Nova de Famalicão. Descrito por Ossorio y Bernard como pintor, dibujante y litógrafo portugués de cámara, en las diferentes ocasiones que residió en España dejó bastantes obras de su mano. En 1861, a su paso por Madrid, hizo un retrato de la reina Isabel II, que fue muy del agrado de esta. En la misma época emprendió la publicación de un Album monumental europeo. En 1846, residiendo en Valencia, presentó en la Exposición de Bellas Artes iniciada en aquella capital por la Sociedad Económica un retrato de la soprano Cristina Villó, recortada sobre un campo y apoyada en un ara en la que figuraban los títulos de las principales óperas interpretadas por la cantante. En 1849 residía en Sevilla, donde habría ideado un método para dar color a las reproducciones al daguerrotipo. Fueron obra suya algunas notables litografías de las obras Reyes contemporáneos e Historia de la marina real española. Tuvo un estudio de fotografía en Madrid. Belvedere, cuyo verdadero nombre era «José Vicente Sales» y habría pasado a usar el nombre «Augusto Belvedere» tras la abdicación en Portugal del monarca Miguel I, a quien había apoyado anteriormente, para ocultar su identidad. Falleció el 21 de octubre de 1888 en Braga.